# Fenolformaldehyd

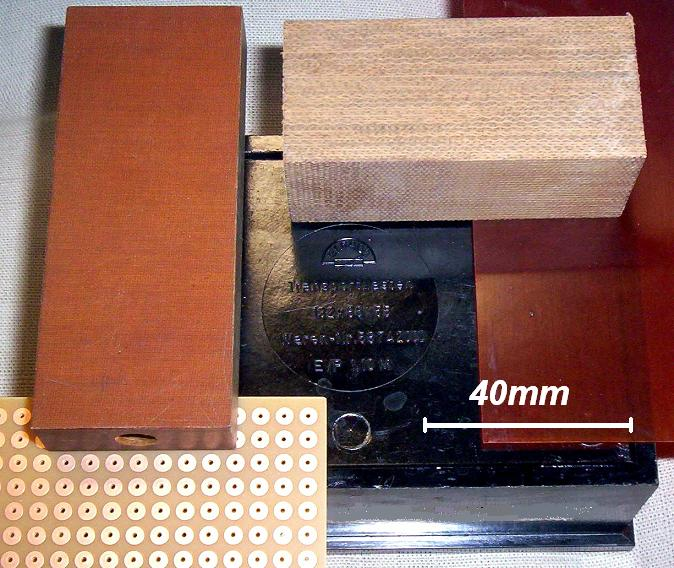
Olika föremål av fenolplaster.

Fenolformaldehyd (PF), eller fenolformaldehydharts, är en syntetisk polymer och en grundläggande beståndsdel i bakelit. Det är en billig och styv härdplast som tillhör plastgruppen fenoplaster. Plasten är normalt sett brun eller röd och luktar mycket speciellt, framförallt när den brinner. Dess densitet är ca 1,26 kg/dm³, så den sjunker i vatten. 
Fenolformaldehyd uppfanns av den belgisk-amerikanske kemisten Leo Baekeland som fick patent 1907. Själva tillverkningsprocessen går ut på att kondensera fenol och formaldehyd varvid resol (Bakelit A) bildas. Genom uppvärmning av resol bildas resitol (Bakelit B). Dessa båda produkter kan genom uppvärmning under tryck ombildas till resit (Bakelit C, eller "äkta" bakelit).
Bakelit B kan under värme sammanpressas med fyllnadsmedel, som trämjöl eller glasfiber, för att erhålla andra egenskaper (som till exempel ökad hållfasthet) hos materialet.Man kan också framställa laminat genom att använda tyg eller papper som fyllnad. På grund av att PF binder till de fenollika ligninerna i trä används PF även vid tillverkning av plywood.
Fenolformaldehyd kan brytas ner av vitrötesvampen Phanerochaete chrysosporium.

## Vanliga användningsområden
- Elarmatur
- Kåpor